# Jumpei Shimmura
Jumpei Shimmura (新村 純平 Shimmura Jumpei?, nacido el 13 de octubre de 1988 en Osaka) es un exfutbolista japonés. Jugaba de centrocampista y su último club fue el General Caballero.

## Trayectoria

### Clubes
| Club              | País     | Año         |
| ----------------- | -------- | ----------- |
| Tokyo Verdy       | Japón    | 2007 - 2009 |
| General Caballero | Paraguay | 2010        |